# Torre de rádio e televisão de Riga
A Torre de Rádio e Televisão de Riga foi construída entre 1979 e 1989 na cidade de Riga, Letónia, e iniciou seu uso para transmissões em 1986. Tem 368,5 m de altura e é atualmente a maior torre dentro da União Europeia, a terceira mais alta da Europa, e a 16.ª mais alta torre do mundo. 
É uma das únicas três torres no mundo que possui apenas 3 pilares de sustentação, e a maior de todas (as outras ficam em Belgrado e Praga, com 204 m e 216 m de altura, respetivamente). Tem elevadores ultra-rápidos em dois destes pilares, e escadas no terceiro.
Foi fabricada e pré-montada em São Petersburgo, na Rússia, durante os anos de governo soviético da Letônia, projetada para durar pelo menos 250 anos, resistir a ventos de alta velocidade e terremotos de até 7,5 graus. Possuia um restaurante, "Vēja Roze", a 93 metros de altura que já não funciona atualmente, mas mantém visitação turística nos dias atuais num deck localizado a 97 metros de altura. 